# Sings Country and Western Hits
Sings Country and Western Hits è un album in studio del cantante statunitense George Jones, pubblicato nel 1961.

## Tracce
Side 1
1. Heartaches by the Number – 2:36 (Harlan Howard)
2. I Love You, Because – 2:52 (Leon Payne)
3. If You've Got the Money (I've Got the Time) – 2:09 (Lefty Frizzell, Jim Beck)
4. Talk to Me Lonesome Heart – 2:20 (James O'Gwynn)
5. Poor Man's Riches – 1:59 (Benny Barnes, Dee Marais)
6. I'll Be There (If You Ever Want Me) – 2:11 (Ray Price, Rusty Gabbard)

Side 2
1. Oh, Lonesome Me – 2:41 (Don Gibson)
2. I Walk the Line – 2:14 (Johnny Cash)
3. Life to Go – 2:28 (George Jones)
4. The Window Up Above – 2:37 (Jones)
5. Just One More – 2:34 (Jones)
6. It's Been So Long, Darling – 2:14 (Ernest Tubb)